# Gretchena
Gretchena là một chi bướm đêm thuộc phân họ Olethreutinae trong họ Tortricidae.

## Các loài
- Gretchena amatana Heinrich, 1923
- Gretchena bolliana (Slingerland, 1896)
- Gretchena concitatricana (Heinrich, 1923)
- Gretchena concubitana Heinrich, 1923
- Gretchena delicatana Heinrich, 1923
- Gretchena deludana (Clemens, 1864)
- Gretchena dulciana Heinrich, 1923
- Gretchena garai Miller, 1987
- Gretchena nymphana Blanchard & Knudson, 1983
- Gretchena obsoletana Brown, 1982
- Gretchena ochrantennae Razowski & Wojtusiak, 2006
- Gretchena semialba McDunnough, 1925
- Gretchena watchungana (Kearfott, 1907)